# The Elder Scrolls IV: Oblivion
A The Elder Scrolls IV: Oblivion akció-szerepjáték, amit a Bethesda Game Studios fejlesztett és a Bethesda Softworks, valamint a 2K Games adott ki.
Az The Elder Scrolls sorozat negyedik epizódja, melynek előzménye a The Elder Scrolls III: Morrowind folytatása pedig a The Elder Scrolls V: Skyrim. Az Oblivion 2006 márciusában jelent meg, először Microsoft Windows és Xbox 360 platformokra. A PlayStation 3 változat Észak-Amerikában 2007 márciusában, Európában és Ausztráliában pedig egy hónappal később került a boltokba. Több kisebb letölthető tartalom után megjelent a játék egyetlen kiegészítője, a Shivering Isles. A The Elder Scrolls IV: Oblivion Game of the Year Edition, ami a Shivering Isles mellett a Knights of the Nine kiegészítést is tartalmazta, 2007 szeptemberében jelent meg Windows, Xbox 360 és PlayStation 3 platformokra, 2009 júniusában pedig Steamen is elérhetővé vált. A játék megjelenésének ötödik évfordulójára egy különleges változat (Fifth Anniversary Edition) jelent meg 2011 júliusában Észak-Amerikában, szeptemberben pedig Ausztráliában.
Az Oblivion története szerint a Mythic Dawn néven ismert fanatikus szekta átjárókat tervez nyitni az Oblivion világába, a játék főhősének feladata az ő megállításuk. A játék megőrizte elődei szabad játékmenetét, a világ korlátok nélkül bejárható, a történet fő szálát tetszés szerinti időben lehet folytatni (közben mellékküldetéseket lehet végrehajtani, amit a játék mellékszereplői adnak, cserébe pénzt, hírnevet vagy egyéb javakat kap a játékos).
A játék fejlesztése 2002-ben kezdődött, közvetlenül a Morrowind kiadása után. Nagy hangsúly fektettek a játék vizuális részére, a fejlesztők a Havok fizikai motor egy fejlesztett változatát, illetve dinamikus bevilágítási rendszert alkalmaztak, valamint egy fejlesztői eszköz segítségével a környezetet egyszerűen, de részletesen alkothatták meg. A nem játékos karakterek (NPC) számára komplex mesterséges intelligenciát hoztak létre, ami a döntéseiket és a viselkedésüket befolyásolja. A játék összes szereplője kapott szinkronhangokat, a zenéjét pedig a díjnyertes Jeremy Soule komponálta.
Az Oblivion pozitív kritikai fogadtatásban részesült, melyet főleg lenyűgöző grafikájának, kiterjedt világának és a nem játékos szereplők életszerű napi rutinjának köszönhette. 2006 áprilisáig 1,7 millió példányt, 2007 januárjáig pedig 3 millió példánynál is többet értékesítettek belőle.

## Magyarítás
A játék, illetve annak kiegészítői magyarul is játszhatók a MorroHun Team jóvoltából. Az Oblivion alapjáték fordítása 2008 szeptemberében kezdődött meg és 2009 szeptemberére készült el. Ezután a csapat nekilátott a kiegészítők fordításának, amit 2011 májusában fejeztek be, így teljessé vált a 4 millió 900 ezer karaktert tartalmazó negyedik rész fordítása is.